# 周有光 (隆慶進士)
周有光（1541年—？），字顯伯，號賓岡，山西平陽府蒲州榮河縣人，民籍，明朝政治人物。

## 生平
隆慶四年（1570年）庚午科山西鄉試第二十六名舉人，五年（1571年）中式辛未科會試第三百三十五名，二甲第五十四名進士。户部觀政，授户部主事，萬曆四年（1576年）官户部员外郎，萬曆五年（1577年）二月升陝西宁夏兵粮道僉事，八年正月陞河南右參議，十年正月坐先任宁夏兵粮道贪恣不简，为三边总督高文荐所劾奏，革职为民。十五年起为兖州府通判，遷河间府同知，萬曆二十年（1592年）升顺德知府，十二月升陕西汉羌兵备佥事，二十一年十月升陕西右参议，分守西宁。二十二年致仕。

## 家族
曾祖周聰；祖父周璘；父周朝用，母李氏。具慶下。弟周有端、周有士、周有容、周有人、周有誥。